# Cuối Hạ
Cuối Hạ là một xã thuộc huyện Kim Bôi, tỉnh Hòa Bình, Việt Nam.
Xã Cuối Hạ có diện tích 36,25 km², dân số năm 1999 là 6452 người, mật độ dân số đạt 178 người/km².